# Функція розподілу ймовірностей
Функція розподілу ймовірностей (ФРІ) — в теорії ймовірностей це функція, яка повністю описує розподіл ймовірностей випадкової величини.
Нехай {\displaystyle (\Omega ,{\mathcal {A}},P)} — ймовірнісний простір, в якому {\displaystyle \Omega } — множина елементарних подій, {\displaystyle {\mathcal {A}}} — сукупність підмножин {\displaystyle \Omega }, що утворюють {\displaystyle \sigma }-алгебру, множини з {\displaystyle {\mathcal {A}}} називаються випадковими подіями, {\displaystyle P} — міра на {\displaystyle {\mathcal {A}}}, що задовольняє умову {\displaystyle P(\Omega )=1}. Функція {\displaystyle F_{\xi }:\mathbb {R} \to \mathbb {R} }, визначена {\displaystyle \forall x\in \mathbb {R} } рівністю
{\displaystyle F_{\xi }(x)=P\{\xi \leq x\}},
називається функцією розподілу ймовірностей або кумулятивною функцією розподілу ймовірностей випадкової величини ξ. Вираз в правій частині рівності є ймовірністю того, що випадкова величина {\displaystyle \xi } набуває значень менших або рівних {\displaystyle x}.

## Властивості

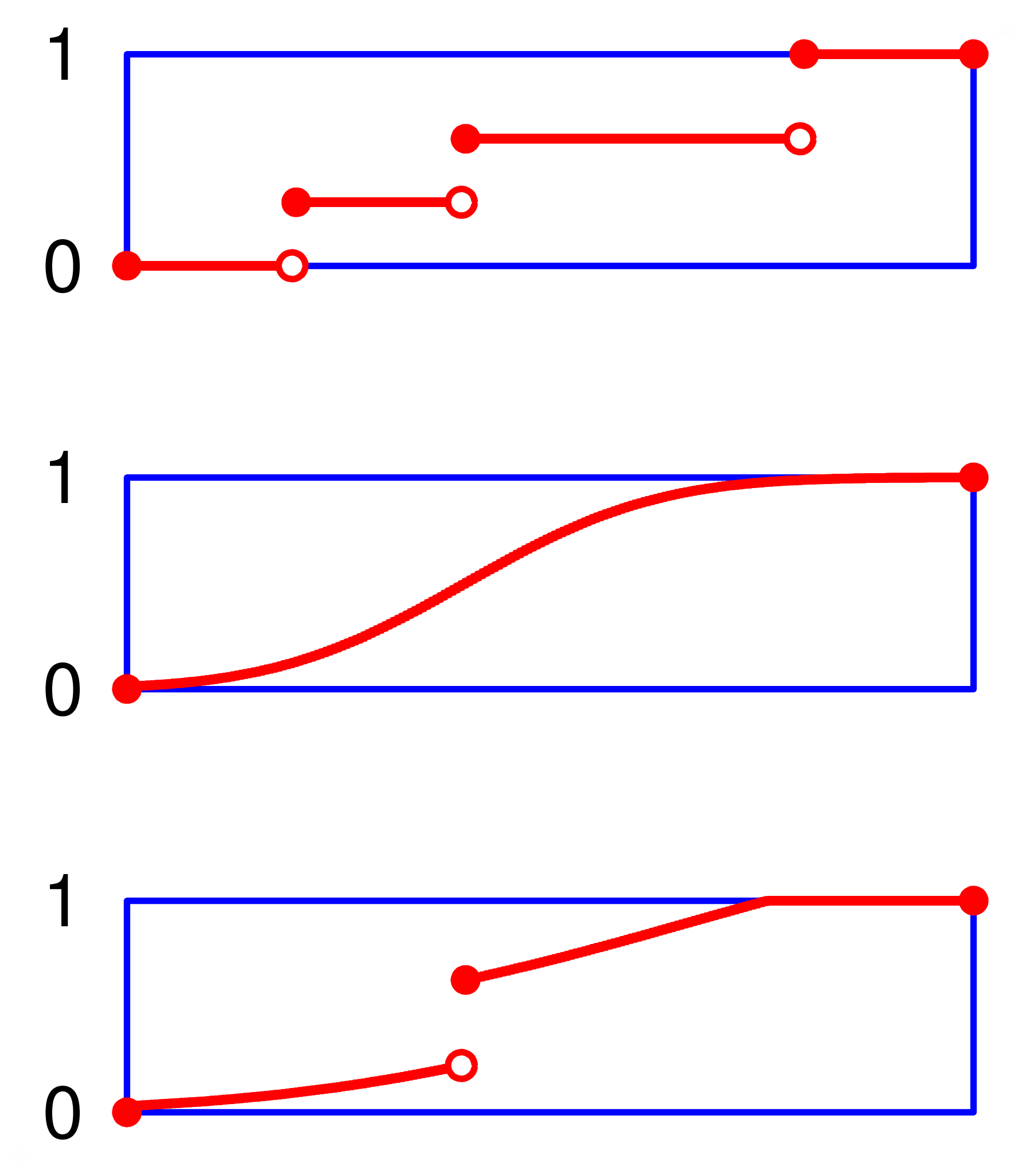
Зверху вниз:
функція розподілу для дискретного розподілу ймовірностей, для неперервного розподілу та для розподілу, що містить дискретну та неперервну частини.

Якщо {\displaystyle \xi } є дискретною випадковою величиною, що набуває значень {\displaystyle x_{1},x_{2},...} із ймовірністю {\displaystyle p_{i}=P(x_{i})}, то функція розподілу для {\displaystyle \xi } буде розривною в точках {\displaystyle x_{i}} і неперервною поміж ними:
{\displaystyle F(x)=\operatorname {P} (\xi \leq x)=\sum _{x_{i}\leq x}\operatorname {P} (\xi =x_{i})=\sum _{x_{i}\leq x}p(x_{i})}
Легко бачити, що:
- {\displaystyle F_{\xi }(x)\,} не спадає на всій числовій прямій.
- {\displaystyle F_{\xi }(x)\,} неперервна справа.
- {\displaystyle \lim \limits _{x\to -\infty }F_{\xi }(x)=0\,}.
- {\displaystyle \lim \limits _{x\to \infty }F_{\xi }(x)=1\,}.

З властивостей ймовірності випливає, що для всіх {\displaystyle x\in \mathbb {R} } і для всіх {\displaystyle a,b\in \mathbb {R} }, таких що {\displaystyle a<b} матимуть місце співвідношення:
- {\displaystyle P(\xi >x)=1-F_{\xi }(x)\,};
- {\displaystyle P(\xi <x)=F_{\xi }(x-)\,};
- {\displaystyle P(\xi \geq x)=1-F_{\xi }(x-)\,};
- {\displaystyle P(\xi =x)=F_{\xi }(x)-F_{\xi }(x-)\,};
- {\displaystyle P(a<\xi \leq b)=F_{\xi }(b)-F_{\xi }(a)\,};
- {\displaystyle P(a\leq \xi \leq b)=F_{\xi }(b)-F_{\xi }(a-)\,};
- {\displaystyle P(a<\xi <b)=F_{\xi }(b-)-F_{\xi }(a)\,};
- {\displaystyle P(a\leq \xi <b)=F_{\xi }(b-)-F_{\xi }(a-)\,}.

## Числові характеристики

### Характеристики одновимірних розподілів
Для одновимірних розподілів ймовірностей використовують такі числові характеристики:
1. Квантилі. Квантиль порядку {\displaystyle P} одновимірного розподілу — це таке значення {\displaystyle x_{P}} випадкової величини {\displaystyle x}, для якого:
{\displaystyle P\{x<x_{P}\}=\Phi (x_{P})=P\qquad (0<P<1).}
{\displaystyle x_{1/2}} — це медіана розподілу. Квантилі {\displaystyle x_{1/4}}, {\displaystyle x_{1/2}}, {\displaystyle x_{3/4}}, децилі {\displaystyle x_{0.1}}, {\displaystyle x_{0.2}}, {\displaystyle \ldots }, {\displaystyle x_{0.9}} та процентилі {\displaystyle x_{0.01}}, {\displaystyle x_{0.02}}, {\displaystyle \ldots }, {\displaystyle x_{0.99}} ділять область змін {\displaystyle x} на 4, 10, та 100 інтервалів, потрапляння в які мають однакові ймовірності.
Квантилі існують в кожного розподілу ймовірностей, але вони не обов'язково однозначно визначені. Таблиці квантилів застосовують в статистиці.
2. Характеристики положення (центру розподілу).
  - Математичне сподівання.
  - Медіана.
  - Мода. Мода неперервного розподілу — це точка максимуму щільності розподілу ймовірностей. Мода дискретного розподілу це таке спектральне значення випадкової величини, що наступне та попереднє значення мають менші ймовірності.
Розподіли, що мають дві або більше мод називають двомодальними, тримодальними, або багатомодальними.
3. Характеристики розсіяння.
  - Дисперсія.
  - Середнє квадратичне відхилення (стандартне відхилення).
  - Коефіцієнт варіації.
  - Середнє абсолютне відхилення.
  - Медіана абсолютних відхилень
  - Міжквартильний розмах та (10-90)-процентильна широта.
  - Розмах (різниця між найбільшим та найменшим спектральним значенням).
  - Напівширина.
4. Характеристики асиметрії та ексцесу.
  - Коефіцієнт асиметрії.
  - Коефіцієнт ексцесу.
  - Критерій Пірсона асиметрії одномодального розподілу.